# Fort Louvois
Le fort Louvois (aussi appelé fort du Chapus) est une fortification située sur le rocher du Chapus, face à la citadelle du Château-d'Oléron en mer sur la commune de Bourcefranc-le-Chapus et appartenant à l'archipel charentais, dans le département de la Charente-Maritime, en France.

## Présentation
Le fort Louvois fut la dernière structure maritime dont la construction fut décidée au XVIIe siècle par le roi Louis XIV dans le cadre d'une série de forteresses maritimes destinées à la protection des côtes. Cela devrait aussi inclure Fort Boyard, construit plus tard et situé plus au nord. 
De par son emplacement dans le Pertuis de Maumusson entre l’île d'Oléron et le continent, le fort Louvois devait verrouiller l’accès sud à l'arsenal maritime de Rochefort. Il est armé d’un donjon à créneaux de cinq niveaux et d’une hauteur de 24 mètres, dominé par une échauguette d'angle. Le saillant supportant l'échauguette fut armé d'un grand écu armorié, mutilé à la Révolution. Ce donjon est un endroit exceptionnel pour guetter l’horizon.  
Des douves, qui se remplissent à marée haute, séparent le donjon du reste de la forteresse. Un pont-levis permet d'accéder au fort et un second à la tour.
L'ensemble du fort a la forme d'un fer à cheval d'une longueur maximale d'environ 55 mètres. L'enceinte abrite une poudrière et des casernes à droite et à gauche du donjon. Un bâtiment sur la terre pleine du fort contient la salle d'armes, des magasins de nourriture et un réservoir d'eau. L'avancée ouest du mur d'enceinte est flanquée d'une échauguette. Le fort est relié au continent par une chaussée rectiligne de 400 mètres, submersible à marée haute,.

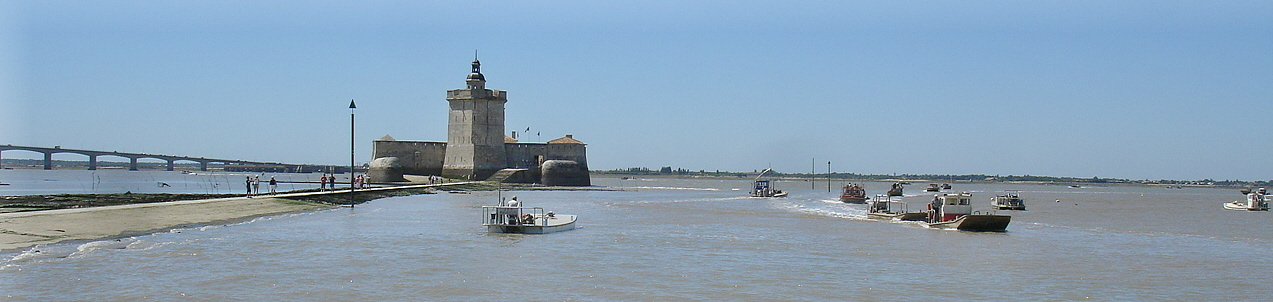
Retour de la marée devant le Fort Louvois. En arrière-plan le pont de l'île d'Oléron.

## Historique
La construction de la forteresse débuta en 1691 selon les plans du ministre de la Guerre éponyme, le marquis de Louvois et les travaux furent dirigés par l'ingénieur royal François Ferry. Après la mort de Louvois le 16 juillet 1691, le projet fut repris par Vauban, qui en réduisit l'ambition, limitant la construction à une partie de l'ovale envisagé, pour lui donner sa forme définitive de fer à cheval. Les ouvriers travaillèrent jour et nuit, à la torche, profitant de toutes les marées basses. Les fondations furent terminées le 20 octobre 1691 et les travaux du fort furent achevés en 1694.
Le fort est aménagé au XVIIIe siècle pour rester en phase avec les progrès de l'armement, notamment en réduisant le nombre d'embrasures à dix, sur les seize initialement construits, et prend sa forme définitive.
Armé de canons puis d'obusiers au XIXe siècle, il conserve une garnison et son potentiel militaire.
Classé monument historique depuis le 14 juin 1929, il est sévèrement bombardé pendant la Seconde Guerre mondiale lors de la libération de Marennes le 10 septembre 1944. Racheté à l'Administration centrale des Domaines par la commune de Bourcefranc-le-Chapus, il est entièrement restauré sous la direction de la DRAC dans les années 1960.
Le fort Louvois abrite depuis 1972 le Musée de l'huître ainsi qu'une exposition permanente consacrée à l'histoire du fort, notamment composée des maquettes des fortifications du littoral charentais.
En 2010, lors de la tempête Xynthia, le fort a été inondé (80 cm d'eau) et le pont-levis arraché, comme déjà lors de la tempête de 1999. Le fort a tout de même accueilli plus de 26 000 visiteurs pendant cette même année de 2010.

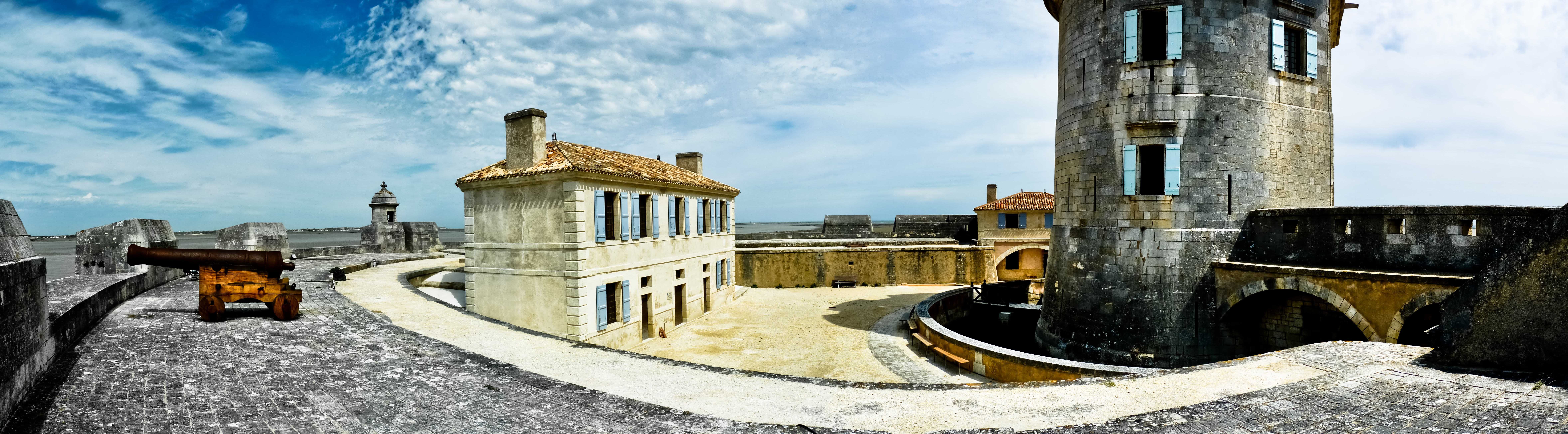
Vue depuis les plateformes du fort.

## Anecdote
Le fort apparaît dans le générique de fin du jeu télévisé Fort Boyard.

## Galerie

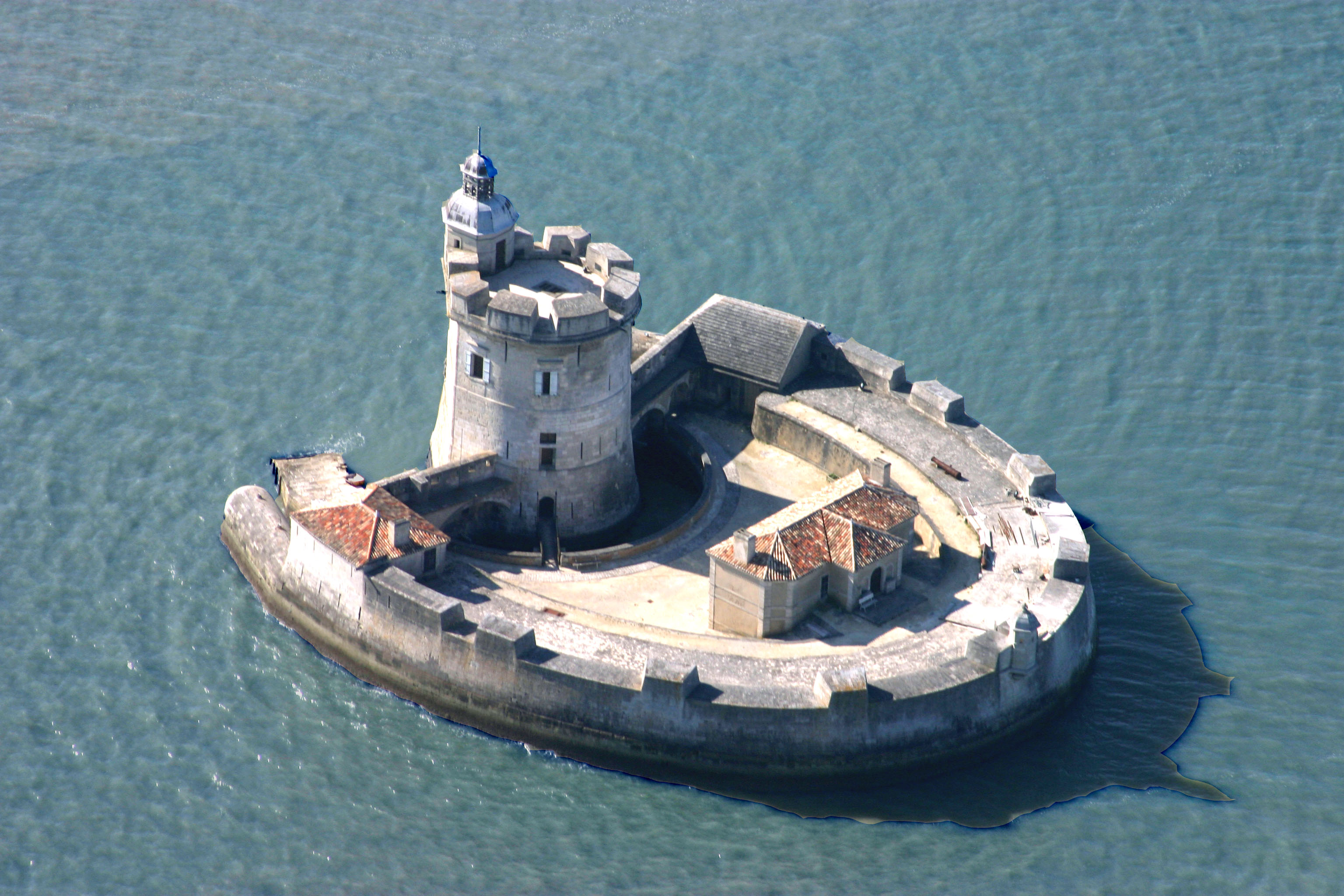
Fort Louvois à marée haute
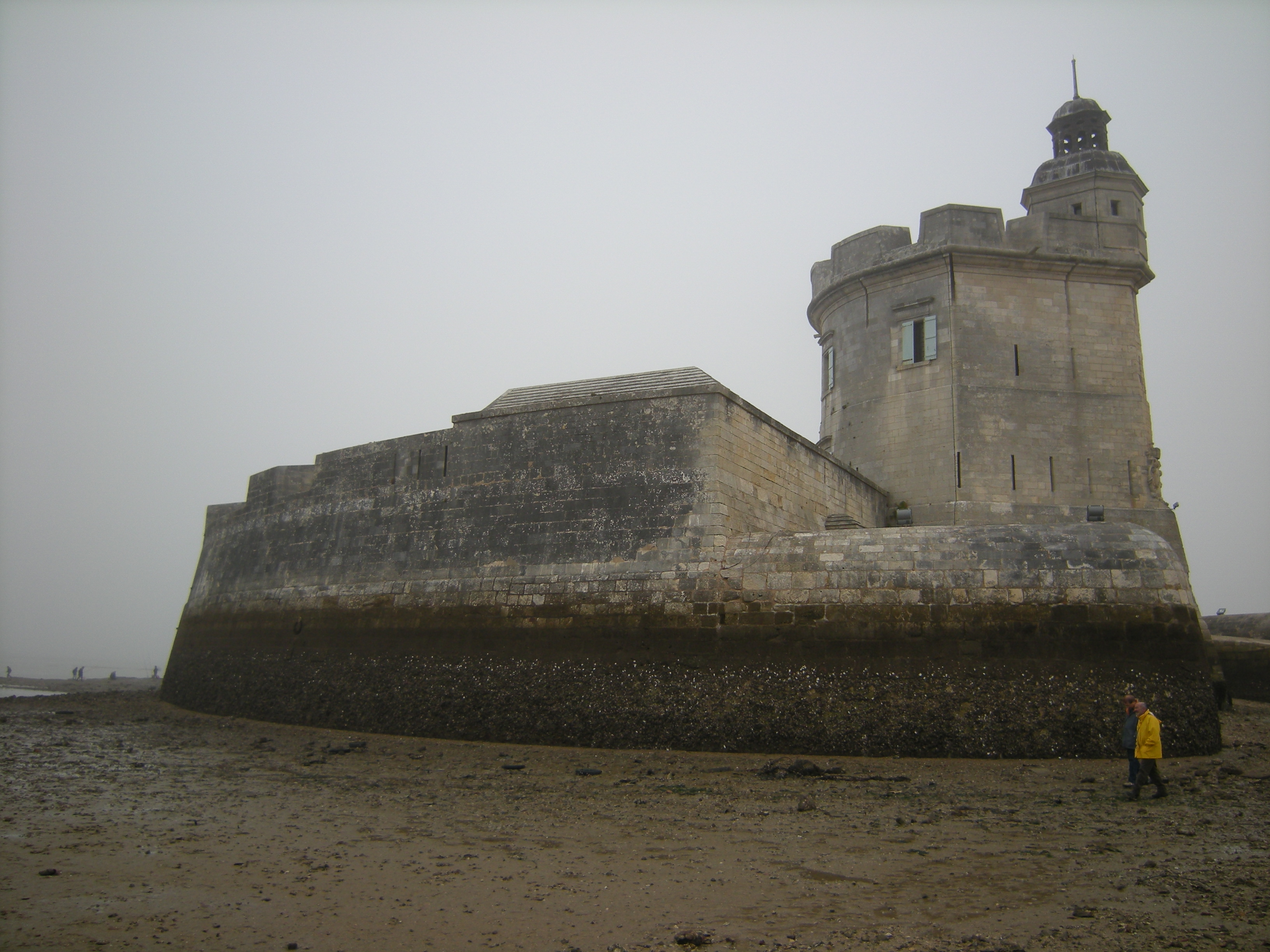
Le fort à marée basse.
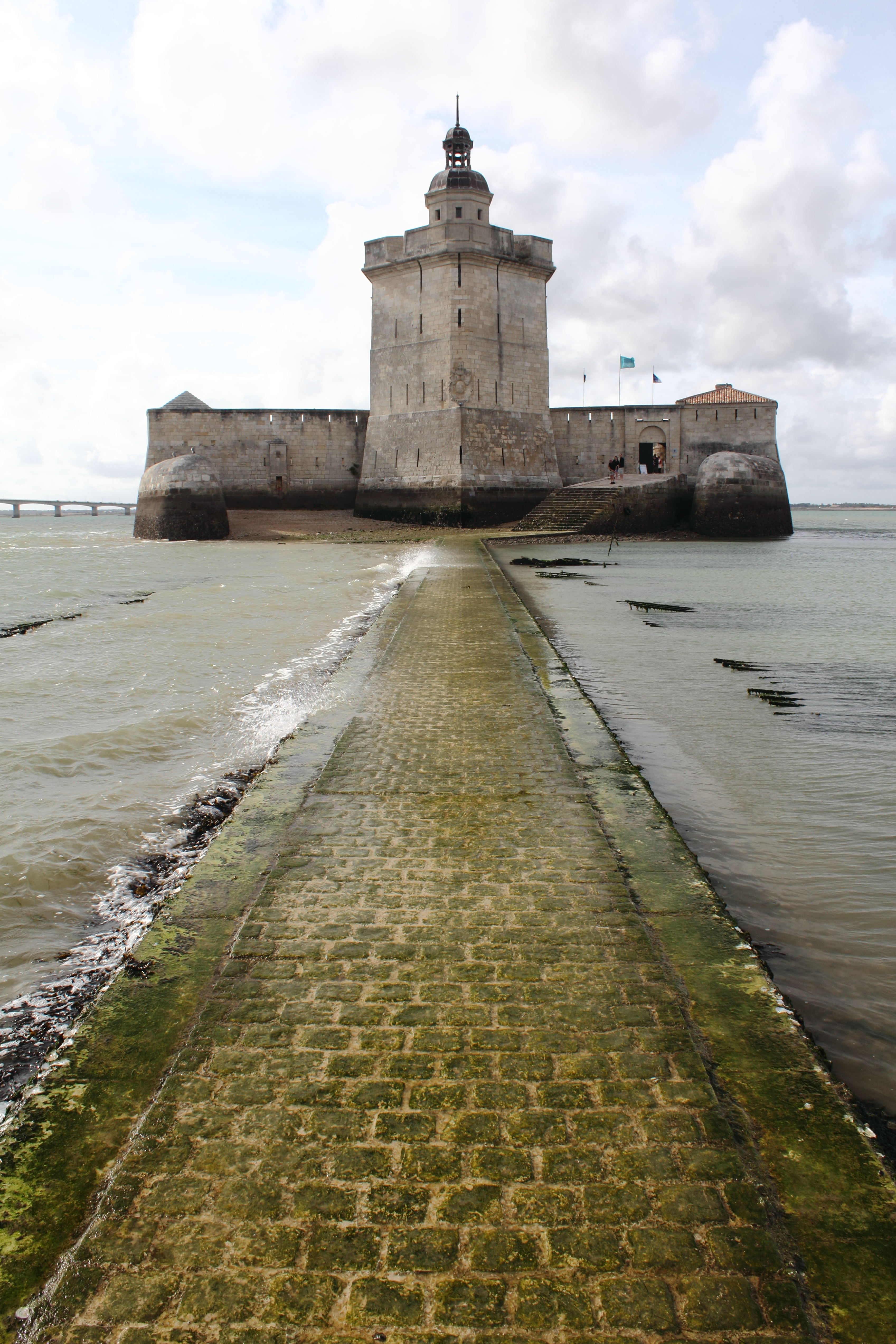
Voie pavée menant au fort à marée basse.
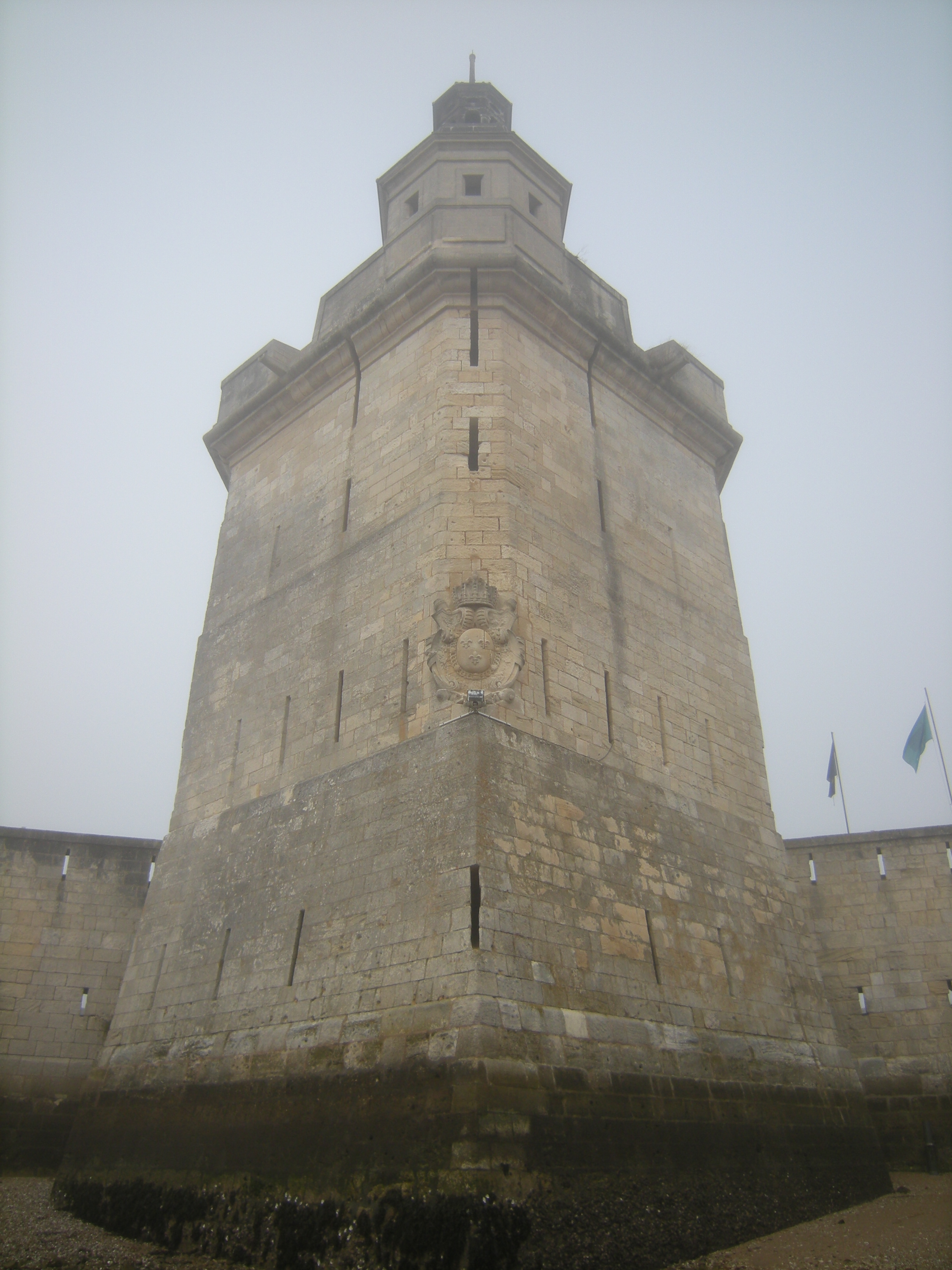
Vue au pied de la tour.

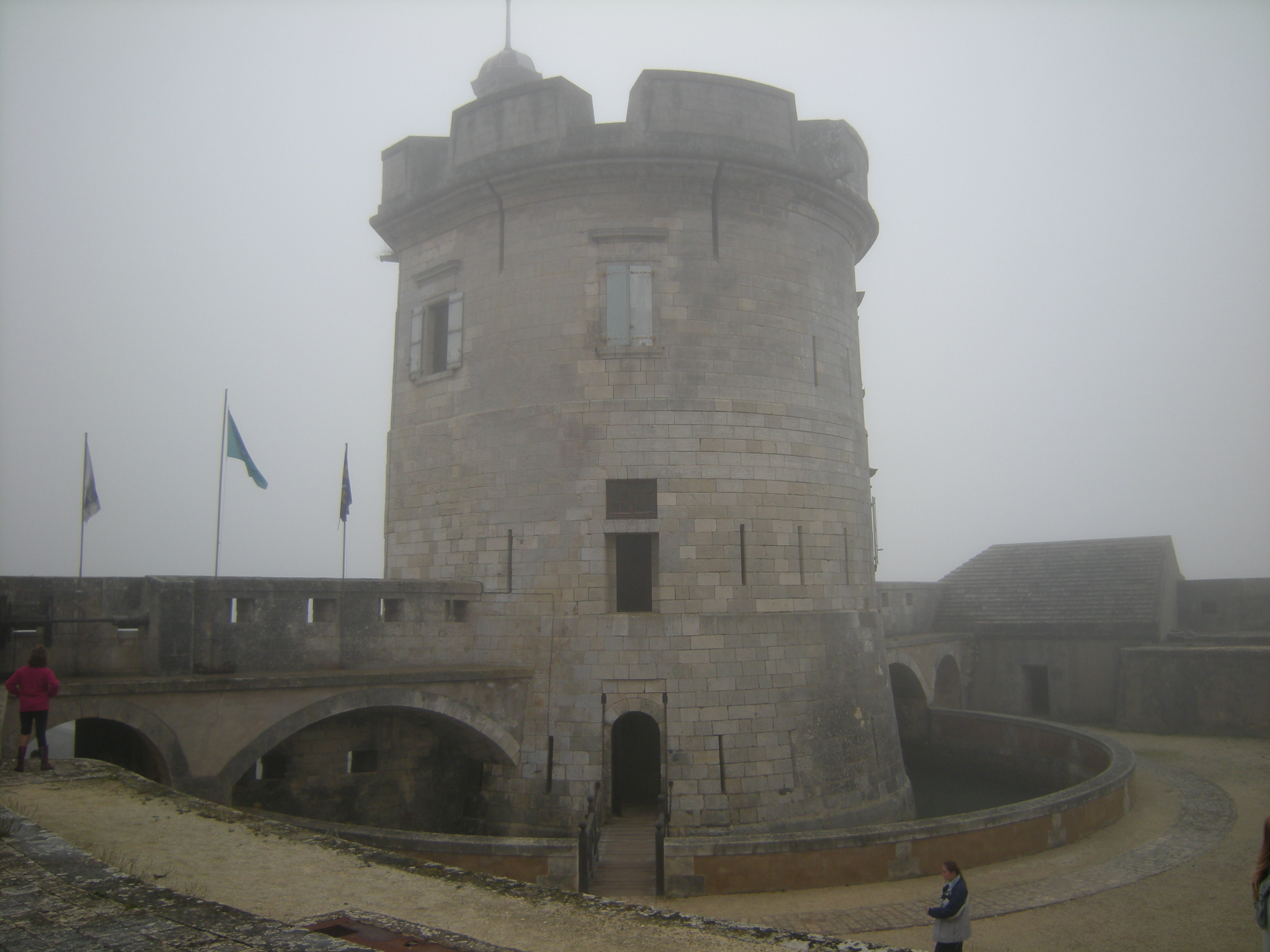
La tour, vue de l'intérieur du fort.
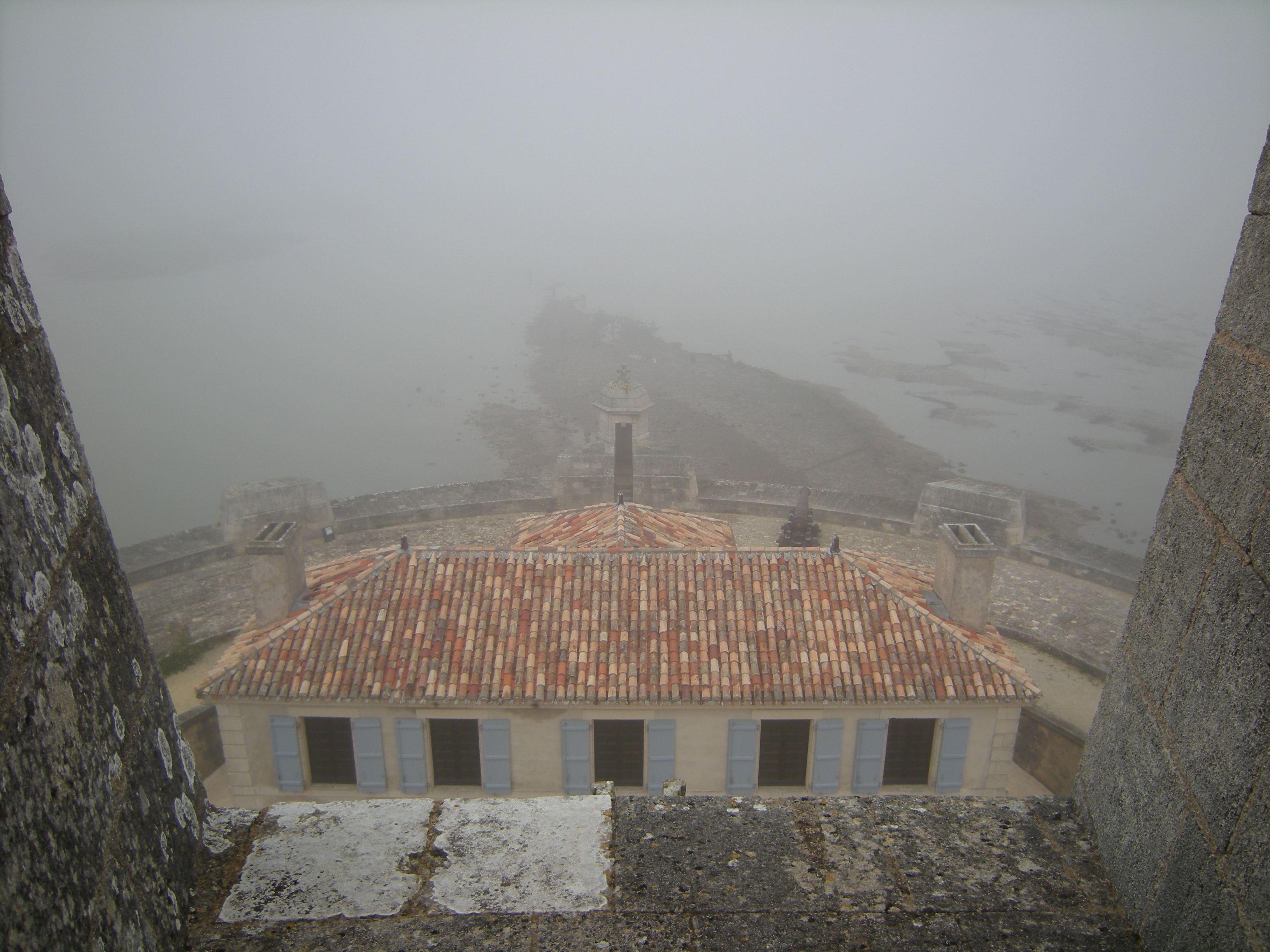
Perspective depuis le sommet de la tour.
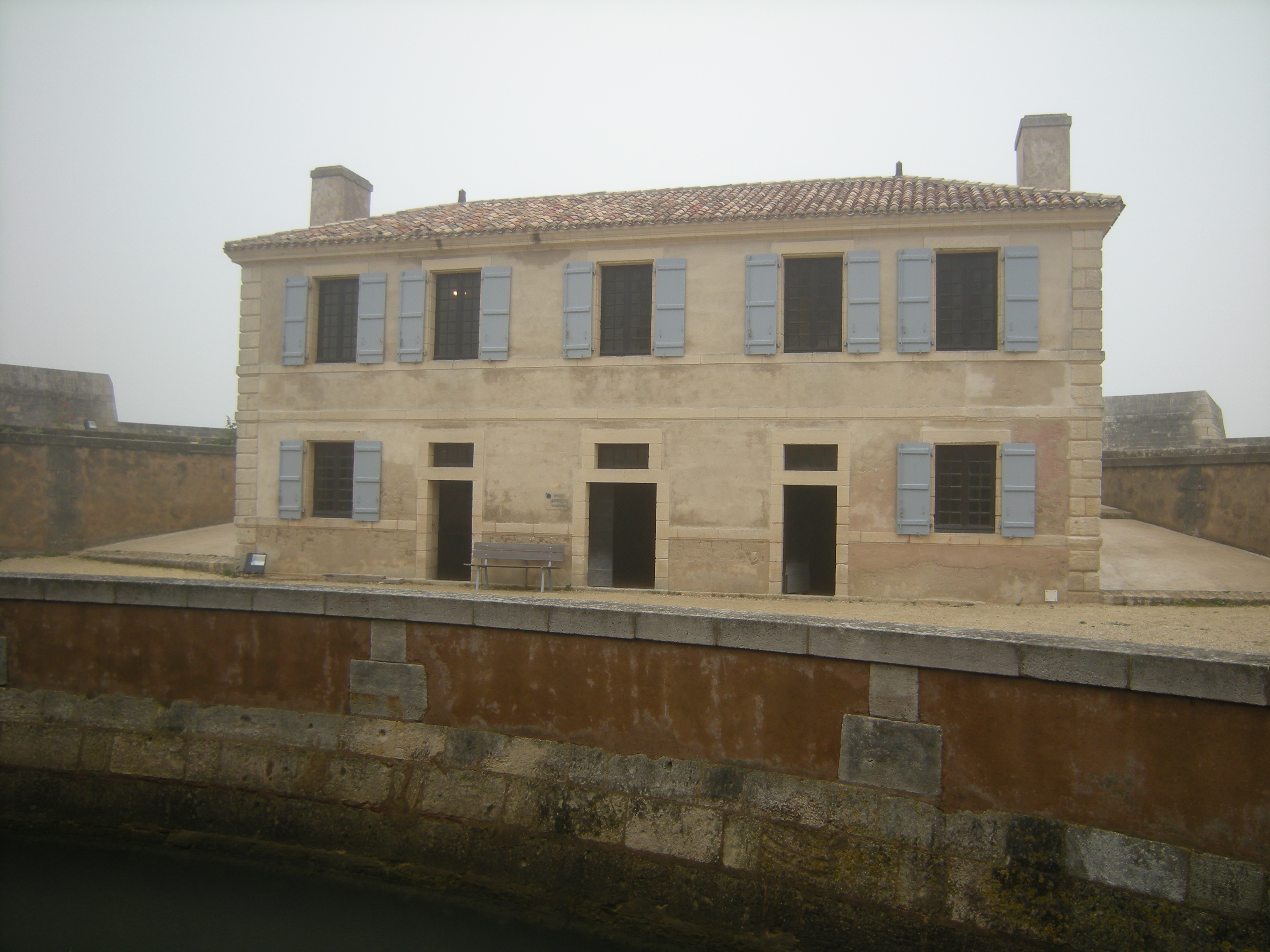
Vue du corps de garde.
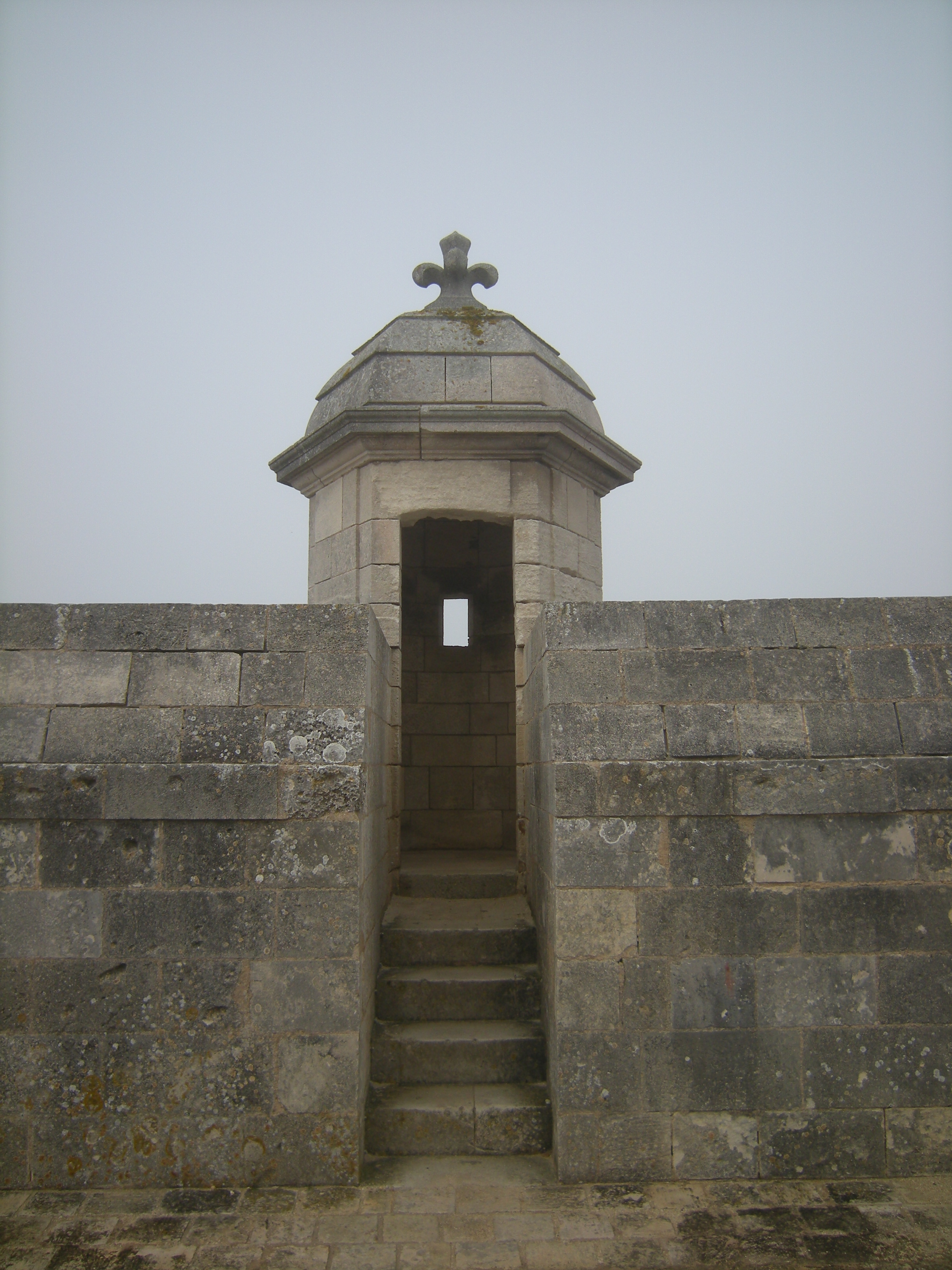
Vue de l'unique échauguette sur le mur d'enceinte.

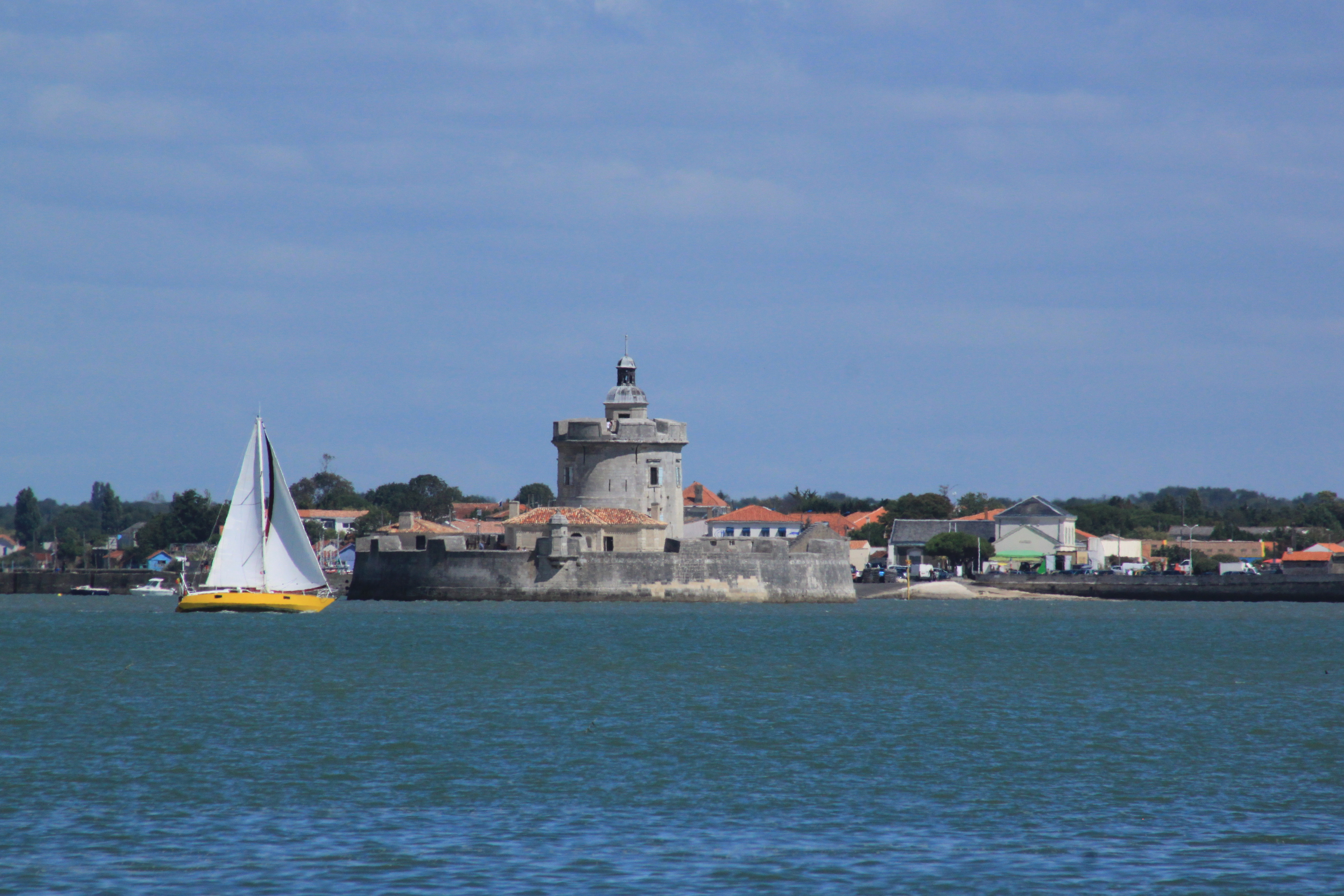
Vue depuis l'Île d'Oléron.
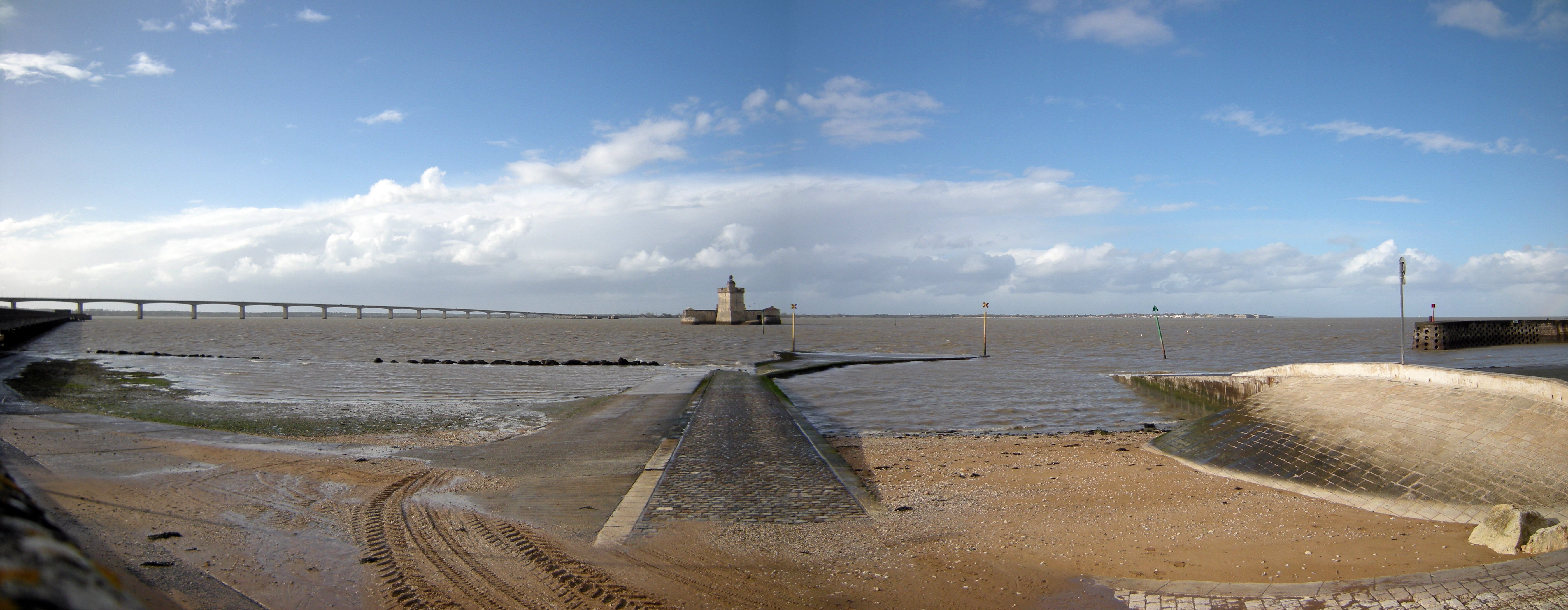
Fort Louvois, vue panoramique
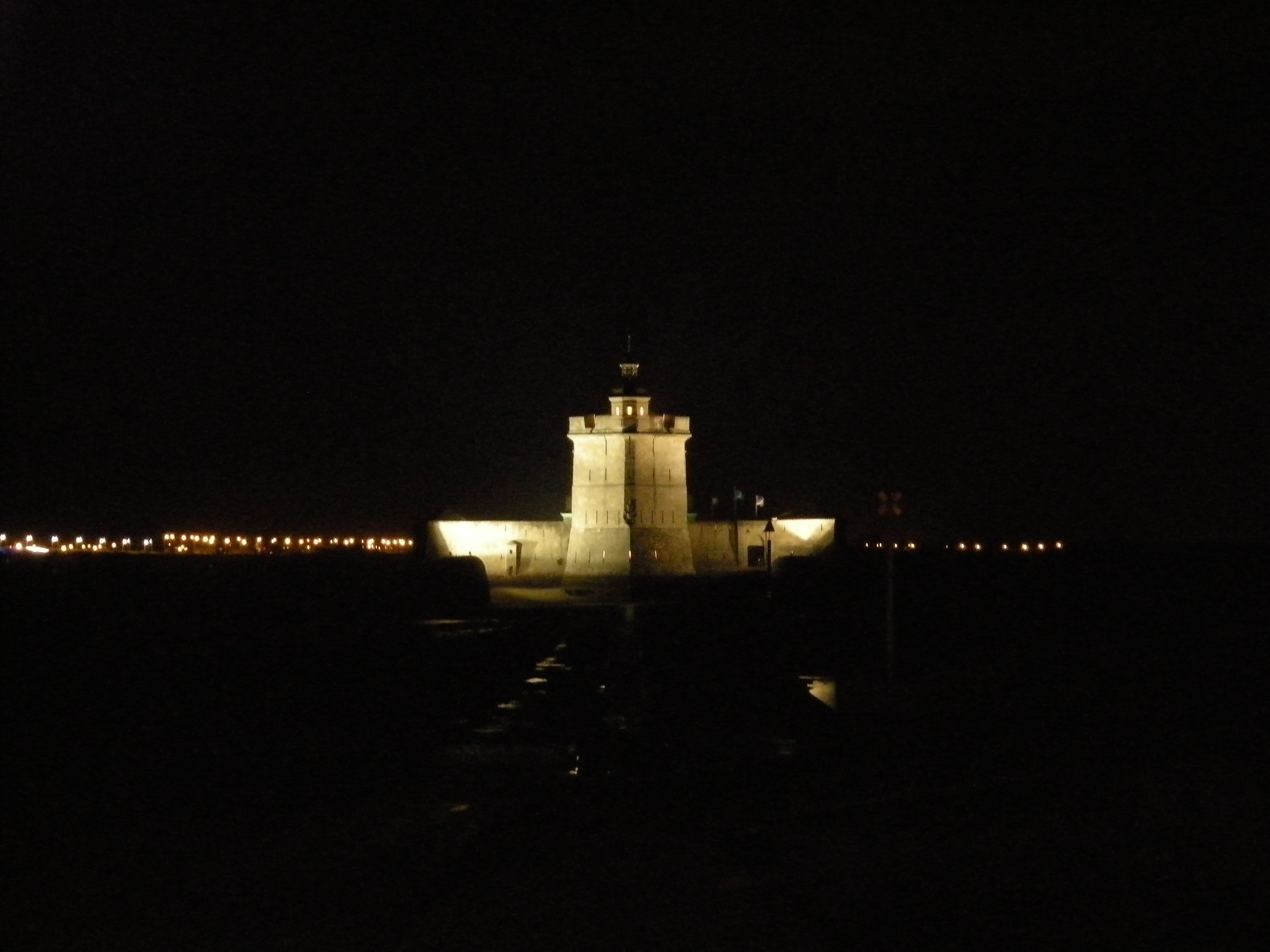
Fort Louvois de nuit
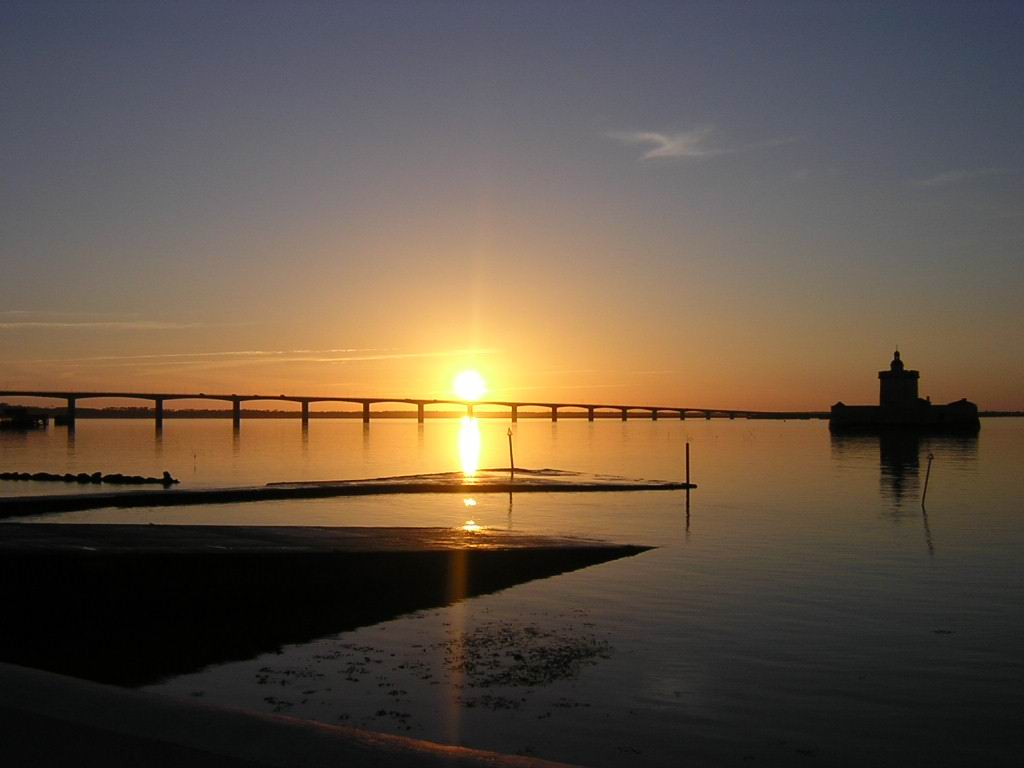
Fort Louvois avec pont d'Oléron

## Pour approfondir